# Muzolimina
La muzolimina, (conosciuta anche nella fase sperimentale con il nome di Bay g 2821) è un farmaco diuretico dell'ansa, chimicamente correlato al pirazolo, che venne ampiamente utilizzato per il trattamento dell'ipertensione e degli stati di anasarca. Il farmaco fu ritirato dal commercio a causa delle numerose segnalazioni di gravi effetti collaterali di tipo neurologico.

## Meccanismo di azione
Anche se non è chimicamente correlata, la muzolimina è un potente diuretico con azione e usi simili a quelli dei diuretici dell'ansa (ed in particolare della furosemide), sulla quale esplica la propria azione. In confronto alla furosemide la muzolimina presenta un effetto più lento e più duraturo, come dimostrato sperimentalmente sia negli animali e nell'uomo. Infatti l'effetto diuretico inizia 30-60 minuti dopo la somministrazione e prosegue per circa 6-7 ore.

## Farmacocinetica
In seguito a somministrazione orale la muzolimina viene bene assorbita e rapidamente distribuita nei diversi tessuti. Con una singola dose da 30 mg si raggiunge il picco delle concentrazioni plasmatiche di 0,29-0,51 µg/ml nel giro di 1-3 ore. La muzolimina presenta un'emivita plasmatica di 10-17 ore. Circa il 5% della dose viene escreta in forma immodificata nelle urine nell'arco di 10 ore.

## Tossicità
Dopo somministrazione orale i valori della DL50 sono rispettivamente di 1794 mg/kg nel topo e di 1559 mg/kg nel ratto.

## Usi clinici
Il farmaco trova indicazione nel trattamento dell'ipertensione arteriosa e degli edemi causati da cardiopatie, epatopatie o nefropatie.

## Dosi terapeutiche
La dose abituale di muzolimina è di 30–80 mg al giorno, somministrati per via orale.

## Effetti collaterali, controindicazioni e precauzioni d'uso
La muzolimina può provocare gravi sintomi neurologici, soprattutto se viene somministrata ad alte dosi a pazienti con insufficienza renale. Questo suo grave effetto collaterale ha portato al suo ritiro in molti Paesi. Il farmaco è controindicato in caso di ipersensibilità accertata ed in tutti quei casi per i quali sono controindicati i diuretici dell'ansa.

## Sovradosaggio ed antidoti
Il sovradosaggio da muzolimina può indurre una diuresi eccessiva e può essere necessaria una reintegrazione dei fluidi e degli elettroliti.